# بيت الديل (بني مطر)

تعديل مصدري - تعديل

بيت الديل هي إحدى قرى عزلة جنب بمديرية بني مطر التابعة لمحافظة صنعاء، بلغ تعداد سكانها 747 نسمة حسب تعداد اليمن لعام 2004.